# Districtul La-un
La-un (în thailandeză ละอุ่น) este un district (Amphoe) din provincia Ranong, Thailanda, cu o populație de 12.506 locuitori și o suprafață de 748,5 km².

## Componență
Districtul este subdivizat în 7 subdistricte (tambon), care sunt subdivizate în 35 de sate (muban).
| Nr. | Nume           | În thailandeză | Sate | Locuitori |  |
| --- | -------------- | -------------- | ---- | --------- |  |
| 1.  | La-un Tai      | ละอุ่นใต้         | 6    | 1302      |  |
| 2.  | La-un Nuea     | ละอุ่นเหนือ       | 11   | 1011      |  |
| 3.  | Bang Phra Tai  | บางพระใต้       | 3    | 924       |  |
| 4.  | Bang Phra Nuea | บางพระเหนือ     | 5    | 3118      |  |
| 5.  | Bang Kaeo      | บางแก้ว         | 5    | 4036      |  |
| 6.  | Nai Wong Nuea  | ในวงเหนือ       | 2    | 1149      |  |
| 7.  | Nai Wong Tai   | ในวงใต้         | 3    | 966       |  |

|| 
|}